# Jugoslávská liga ledního hokeje 1968/1969
Sezóna 1968/1969 byla 27. sezónou Jugoslávské ligy ledního hokeje. Vítězem se stal tým HK Jesenice.

## Konečná tabulka
1. HK Jesenice
2. KHL Medveščak
3. HK Olimpija Ljubljana
4. HK Partizan
5. HK Kranjska Gora
6. HK Slavija Vevče
7. OHK Bělehrad
8. KHL Mladost Zagreb